# Kopenhagener Herzmuschel
Die Kopenhagener Herzmuschel (Parvicardium hauniense) ist eine Muschel-Art aus der Familie der Herzmuscheln (Cardiidae) in der Ordnung Cardiida. Sie ist endemisch in der westlichen Ostsee.

## Merkmale
Das gleichklappige, mäßig geblähte Gehäuse wird bis etwa 6 mm lang. Die nach vorne eingerollten Wirbel sitzen vor der Mittellinie, das Gehäuse wird dadurch leicht ungleichseitig. Es ist im Umriss gerundet bis leicht gerundet-eiförmig und durch die leichte Verlängerung des Hinterende etwas schief verzogen. Der hintere Dorsalrand ist gerade und geht mit einem stumpfen Winkel in den leicht gewölbten Hinterrand über. Der vordere Dorsalrand ist leicht konkav gewölbt und fällt sehr steil zum Vorderende ab. Das Vorderende ist etwas enger gerundet als das Hinterende. Der Ventralrand ist sehr flach gerundet, mittig fast gerade. Das Ligament ist lang und flach und sitzt auf einer Nymphe hinter dem Wirbel auf. Das Resilium wölbt sich auf und das Periostracum lagert direkt auf dem Resilium auf. Das Schloss hat in der rechten Klappe zwei kleine Hauptzähne und jeweils paarige vordere und hintere Seitenzähne. In der linken Klappe sitzen zwei Hauptzähne und jeweils ein vorderer und hinterer Seitenzahn. 
Die Schale ist dünn, zerbrechlich und durchscheinend. Die Ornamentierung besteht aus 22 bis 27 radialen Rippen, die auf dem hinteren und vorderen Dorsalrand verschwinden. Die Rippen sind flach und etwa so breit wie die Zwischenräume. In juvenilen Gehäuse sind die Rippen im hinteren dorsalen Teilen gelegentlich mit stumpfen Dornen besetzt. Der innere Gehäuserand ist gekerbt. Die Farbe variiert von rotbraun bis oliv. Oft sind die Rippen dunkler als die Zwischenräume oder mit Flecken besetzt. Die Rippen kreuzen sich mit feinen randparallelen Anwachsstreifen. Das Periostracum ist sehr dünn.

## Ähnliche Arten
Die Dreieckige Herzmuschel (Parvicardium exiguum) ist deutlich (gerundet-)dreieckig. Der Übergang vom Hinterrand zum Ventralrand ist mehr gewinkelt. Beide Arten sind jedoch leicht schief verzogen, im Gegensatz zur Lagunen-Herzmuschel (Cerastoderma glaucum), die annähernd gleichseitig ist. 

## Geographische Verbreitung, Lebensraum und Lebensweise
Das Verbreitungsgebiet ist auf die Ostsee und das südliche Kattegat beschränkt. Es reicht dort von Seeland bis zu den Åland-Inseln. Die Tiefenverbreitung reicht von 0,5 Meter bis 37 Meter Wassertiefe (0 bis 40 m).
Die Kopenhagener Herzmuschel ist eine typische Brackwasserart, die nur in Gewässern mit einem Salzgehalt von 6 bis 12 ‰ vorkommt. Die Tiere klettern in der Unterwasservegetation an den Stängeln, Zweigen und Blättern von Braunalgen (Fucus), Seegräsern (Zostera) und Armleuchteralgen (Chara). Sie graben nicht im Sediment. 
Die Kopenhagener Herzmuschel ist sehr temperaturtolerant. Die flachen Buchten können im Winter für längere Zeit eisbedeckt sein. Im Sommer kann die Temperatur in den flachen Gewässern bis auf 30° ansteigen.

## Taxonomie
Die Art wurde 1971 von Godtfred Høpner Petersen und Peter Russell in zwei Arbeiten, auch vergleichend mit der Lagunen-Herzmuschel (Cerastoderma glaucum) und der Dreieckigen Herzmuschel (Parvicardium exiguum) beschrieben. Das Taxon wird von der MolluscaBase als gültiges Taxon akzeptiert. Godtfred Høpner Petersen und Peter Russell stellten 1973 die Gattung Cerastobyssum auf, mit Cardium hauniense als Typusart. Van Aartsen und Goud folgten dieser taxonomischen Aktion, ebenso noch Markus Huber. Die MolluscaBase wertet jedoch Cerastobyssum als jüngeres Synonym von Parvicardium Monterosato, 1884. Cardium hauniense ist außerdem die Typusart von Balticardium Lambiotte, 1979, ein weiteres subjektives Synonym von Parvicardium Monterosato, 1884.